# Boulevard

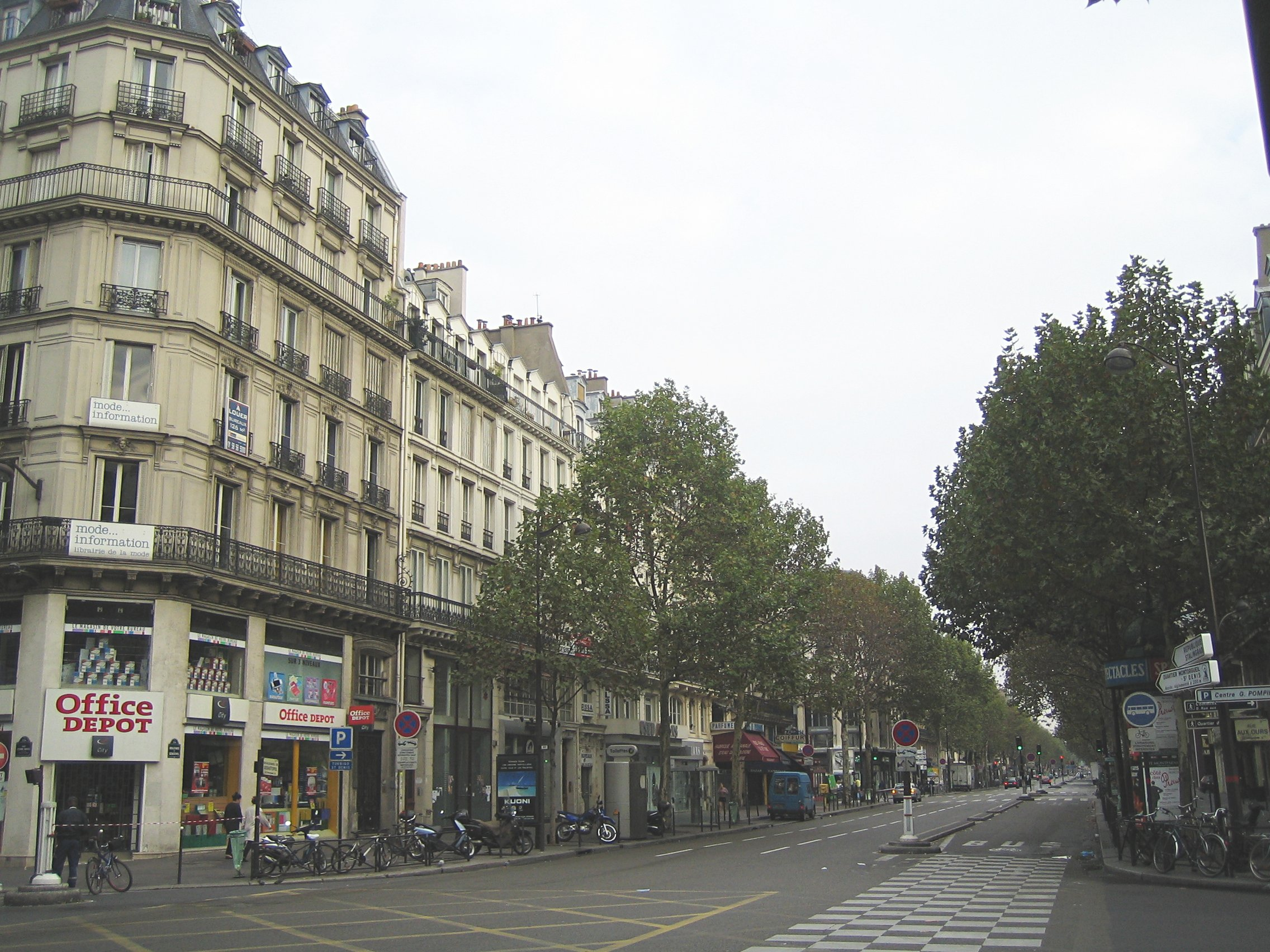
Boulevard de Sébastopol a Parigi

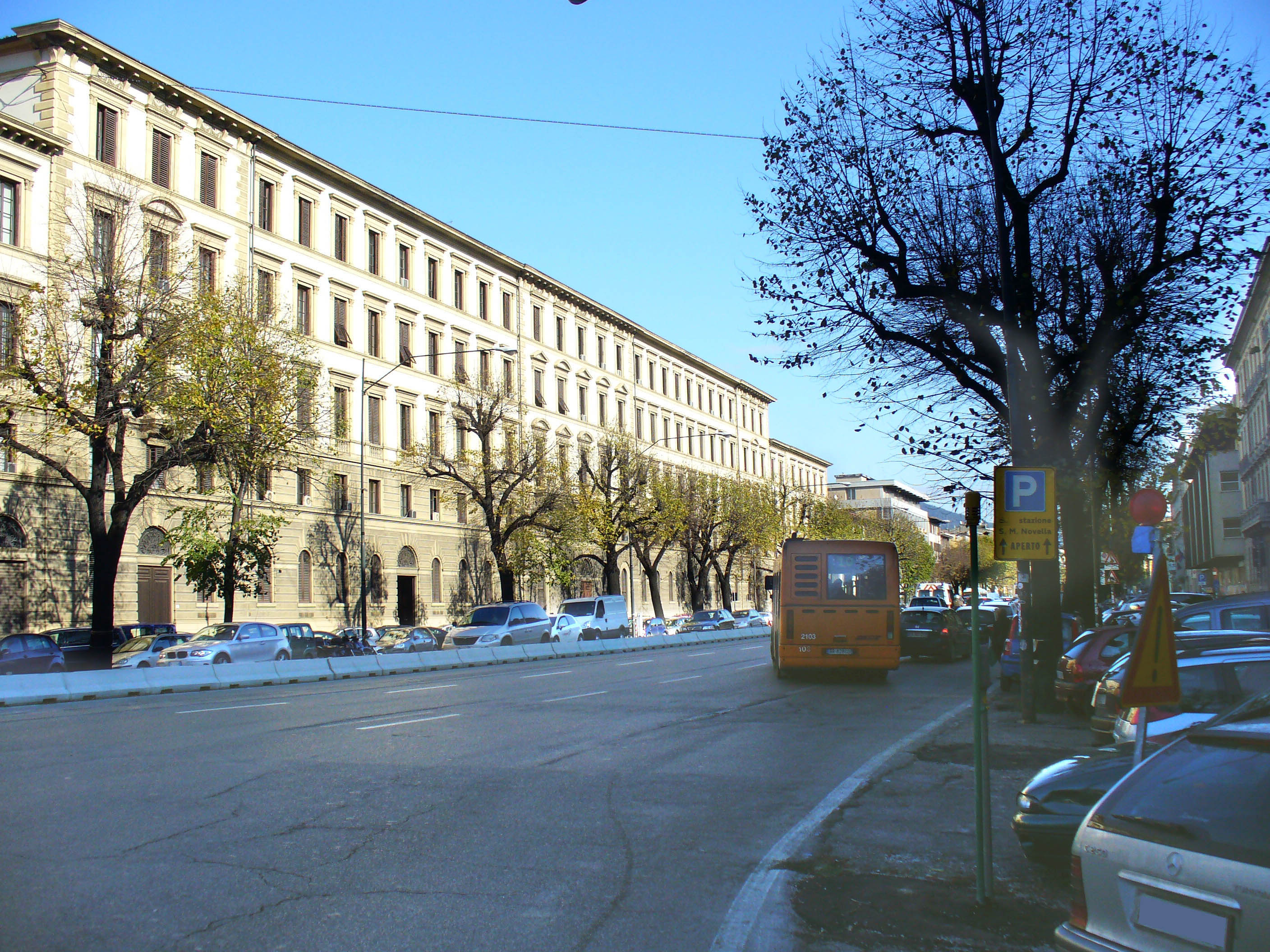
Viale Spartaco Lavagnini a Firenze

Un boulevard (spesso abbreviato in blvd, bvd o bd) è una strada di comunicazione posta dove vi erano in precedenza delle mura antiche e deriva dall'olandese bolwerk (che significa appunto "roccaforte", "bastione"). Il termine baluardo (balluardo, bellovardo) è attestato dal pieno Cinquecento in Italia fra la corrente terminologia d'architettura e ingegneria militare. La parola è stata usata dal XV secolo in Francia dove fu francesizzata in boulevard. Così fu possibile far sì che il traffico transitasse all'esterno di una città come se fosse una circonvallazione. È, di solito, una strada relativamente importante a più corsie di marcia e con ampi marciapiedi ai lati.

## Storia
La diffusione dei boulevard, nella progettazione urbanistica, nasce e si diffonde soprattutto dal XVIII secolo specialmente a Parigi e in modo più rapido sotto il secondo Impero di Napoleone III, con la politica di ampliamento e ristrutturazione urbana affidate ad Haussmann (vedi Trasformazione di Parigi sotto il Secondo Impero).
Alcuni assi di grande transito creati a Parigi negli anni 1850 furono denominati boulevards quali il Boulevard Saint-Michel e il Boulevard de Sébastopol. Dal 1860 una commissione incaricata di denominare le strade decise di riservare il nome di boulevard alle strade concentriche e così fu per i Boulevards des Maréchaux e l'Avenue de l'Opéra.
Su questo stile dei boulevard parigini vennero realizzati anche i viali di Circonvallazione a Firenze, quando essa era capitale d'Italia.

## Esempi celebri
- Sunset Boulevard
- Boulevard du crime
- Hollywood Boulevard
- Rue Princesse
- Boulevard de Marseille
- Boulevard Valéry Giscard d'Estaing
- Boulevard Anspach
- Boulevard Machtens
- Boulevard la Corniche
- Boulevard Angoulvant
- Boulevard Carde
- Boulevard Mitterrand
- Boulevard Latrille
- Boulevard de France
- Boulevard Nangui Abrogoua
- L'Avenue 13
- Boulevard de la Paix
- Viali di Circonvallazione di Firenze
- Kunjo Boulevard - Dolina
- Boulevard Barbaros
- Lendinuso Boulevard